# 大須賀村 (千葉県)
大須賀村（おおすかむら）とは、千葉県香取郡にかつて存在した村である。
成田市立大須賀小学校などにその名をとどめる。

## 地理
- 現在の成田市の東部、旧大栄町の南部に位置している。
- 村域は台地と平地が入り組む谷戸が多い地形になっている。

## 歴史

### 沿革
- 1889年（明治22年）4月1日 - 町村制施行に伴い、伊能村、堀籠村、所村、村田村、桜田村、馬乗里村、南敷村、横山村、柴田村、奈土村が合併して香取郡大須賀村が発足。
- 1955年（昭和30年）4月15日 - 昭栄村と合併して大栄町となり消滅。
- 2006年（平成18年）3月27日 - 大栄町が下総町とともに成田市に編入される。

変遷表
| 1868年 以前 | 1868年 以前 | 明治22年 4月1日 | 昭和30年 4月15日 | 平成18年 3月27日 | 現在   |
| ----------- | ----------- | --------------- | ---------------- | ---------------- | ------ |
|             | 伊能村      | 大須賀村        | 大栄町           | 成田市 に編入    | 成田市 |
|             | 掘籠村      | 大須賀村        | 大栄町           | 成田市 に編入    | 成田市 |
|             | 所村        | 大須賀村        | 大栄町           | 成田市 に編入    | 成田市 |
|             | 村田村      | 大須賀村        | 大栄町           | 成田市 に編入    | 成田市 |
|             | 桜田村      | 大須賀村        | 大栄町           | 成田市 に編入    | 成田市 |
|             | 馬乗里村    | 大須賀村        | 大栄町           | 成田市 に編入    | 成田市 |
|             | 南敷村      | 大須賀村        | 大栄町           | 成田市 に編入    | 成田市 |
|             | 横山村      | 大須賀村        | 大栄町           | 成田市 に編入    | 成田市 |
|             | 柴田村      | 大須賀村        | 大栄町           | 成田市 に編入    | 成田市 |
|             | 奈土村      | 大須賀村        | 大栄町           | 成田市 に編入    | 成田市 |

## 行政

### 村長
村長は以下の通りである。
- 宮野忠治郎[1]

## 経済

### 産業
農業
主な産業は農業で、その中心は米作であり、副業として養蚕・養鶏が盛んだった。「大須賀村奈土養蚕組合」は1916年、県から香取郡内の優良団体として表彰された。『大日本篤農家名鑑』によれば、大須賀村の篤農家は金岡、北崎、佐藤、坂田、日坂、野平、長瀧、伊藤、戸田、高木、米澤、宮野、大野、鈴木、小貫、田代、椿、宇佐美、師岡などがいた。
企業
- 合資会社米本農園（農耕）[4]

## 人口・世帯

### 人口
総数 [単位： 人]
| 1891年（明治24年） | 2,876 |
| 1903年（明治36年） | 3,323 |
| 1920年（大正 9年） | 3,928 |
| 1930年（昭和 5年） | 4,047 |
| 1940年（昭和15年） | 4,337 |
| 1955年（昭和30年） | 5,676 |

### 世帯
総数 [単位： 世帯]
| 1955年（昭和30年） | 914 |

## 交通

### 道路
- 二級国道
  - 国道123号（ → 国道51号）